# Marian López Fernández-Cao

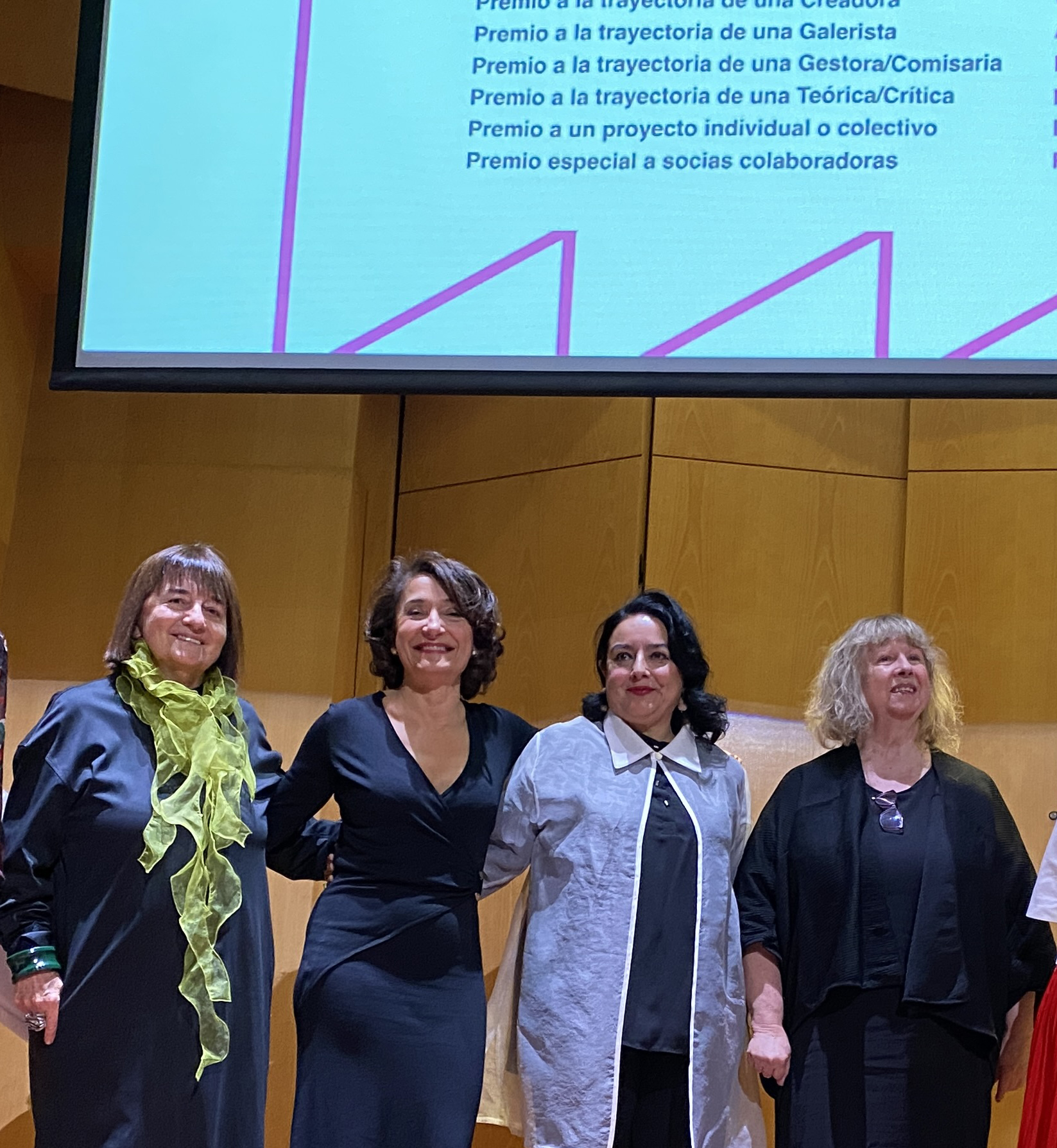
Recibiendo el Premio Mav 2022

Marian López Fernández-Cao conocida también como Marián Cao, (Vigo, Pontevedra, 5 de febrero de 1964) es una artista, investigadora y profesora española, especializada en arte, feminismo, arteterapia e inclusión social. Ha investigado los desequilibrios de género en el arte y los museos y es impulsora del proyecto Museos en Femenino. Desde 2019 es catedrática de Educación Artística de la Universidad Complutense de Madrid. Ha sido presidenta de la Asociación Nacional española Mujeres en las Artes Visuales (MAV) desde 2012 hasta 2017. En el año 2022 recibió el premio MAV 2021 por su trayectoria en la categoría de teórica e investigadora.
Paralelamente a su labor de investigación ha desarrollado su faceta de dibujante produciendo, en formato de libro de artista, numerosas obras con carácter ecológico y naturista. Ha presentado una extensa serie de estos libros en la Feria del Libro de Artista de la Junta de Castilla y León, Librarte 2021.

## Trayectoria

### Formación
Marian Cao se licenció en Bellas Artes por la Facultad de Bellas Artes de Madrid en 1987 y se doctoró en 1991 por la Universidad Complutense de Madrid. Tiene un máster en Intervención Psicoterapéutica (2009) de la Universidad Complutense de Madrid y Beca Fulbright posdoctoral.
Como estudiante predoctoral e investigadora, ha realizado estancias largas en la Akademie der Künste (Múnich), en la Hochschule der Künste (Berlín, Alemania), en el Museum of Modern Art (Nueva York, Estados Unidos), en el Courtald Institute of Art (Londres) y posdoctoral en la Universidad de Veracruz (México). Fue invitada para realizar estancias de investigación y docencia en Estados Unidos, Gran Bretaña, Alemania, Brasil y México, donde abordó temas de arte, inclusión e igualdad y arte como terapia con una implicación siempre en lo social y en el género.

### Docencia
Desde 1992 es profesora de la facultad de Educación en la Universidad Complutense de Madrid, además de impartir clases en el Máster de Estudios de Género y en el Master Erasmus Mundus Gemma, de la Universidad de Granada.
Desde 2000 es representante de la Universidad Complutense de Madrid en el European Consortium of Art Therapy Education y desde 2017 es vicepresidenta.
Fue miembro del colectivo de redacción de la revista En Pie de Paz desde 1988 hasta su disolución en 2001. También dirigió la revista científica Arteterapia. Papeles de Arteterapia y Educación Artística para la Inclusión Social del Servicio de Publicaciones de la Universidad Complutense de Madrid desde 2004.

### Investigación
Ha sido directora del Instituto de Investigaciones Feministas (2007-2011) y, entre los años 2010 a 2014, impulsora y directora del Máster en Arteterapia y educación artística para inclusión social de la Universidad Complutense de Madrid.
Es directora del grupo de investigación aplicaciones del arte en la integración social: arte, terapia y educación artística para la inclusión.

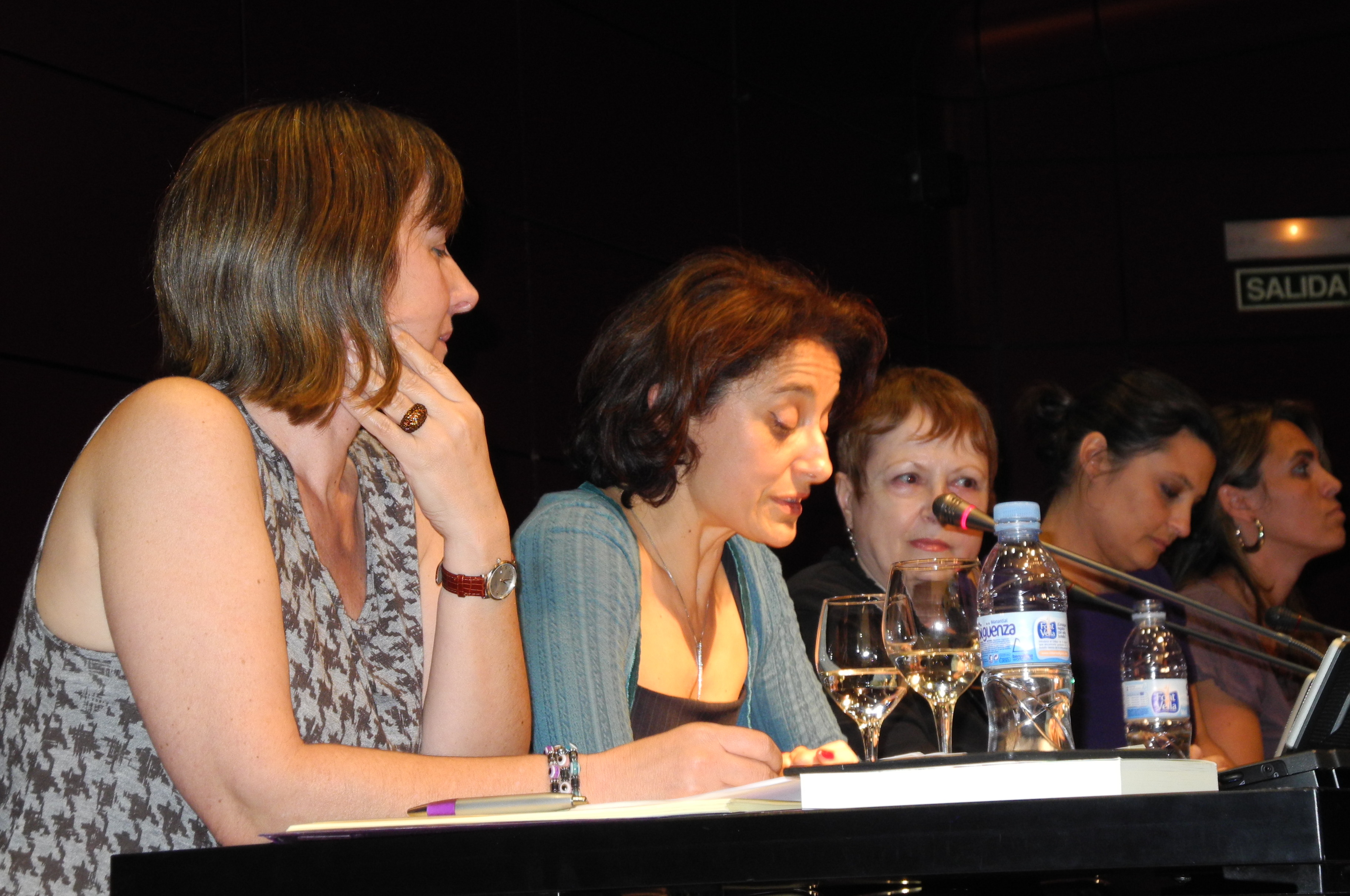
Marian López Fernández Cao en el 20 aniversario del Curso de Teoría Feminista dirigido por Celia Amorós y Ana de Miguel. Madrid 2011

Ha dirigido los siguientes proyectos de investigación:Violencia e identidad de género. Análisis de la construcción de la identidad de género en relación con la violencia en niñas y niños de tres a doce años a través de la representación gráfica. Estrategias de cambio y mejora en el plan nacional del Instituto de la Mujer, 2005-2008; Estudio de fondos museísticos desde la perspectiva de género en el Plan Nacional I+D entre los años 2011-2014; entre los años 2016 a 2019  desarrolló el programa  denominado ALETHEIA: Arte, Arteterapia, Trauma y memoria emocional  en el Plan Nacional I+Dl; Museología e integración social: la difusión del patrimonio artístico y cultural del Museo del Prado a colectivos con especial accesibilidad (Comunidad de Madrid, convocatoria pública para consorcios de grupos de investigación de las universidades públicas de su ámbito autonómico, 2016-2018) y varios contratos de investigaciones, entre los cuales destaca Contratación del estudio técnico de los bienes culturales conservados en museos usuarios de domus desde una perspectiva de género para la subdirección general de museos estatales con el Ministerio de Cultura español, entre otros.

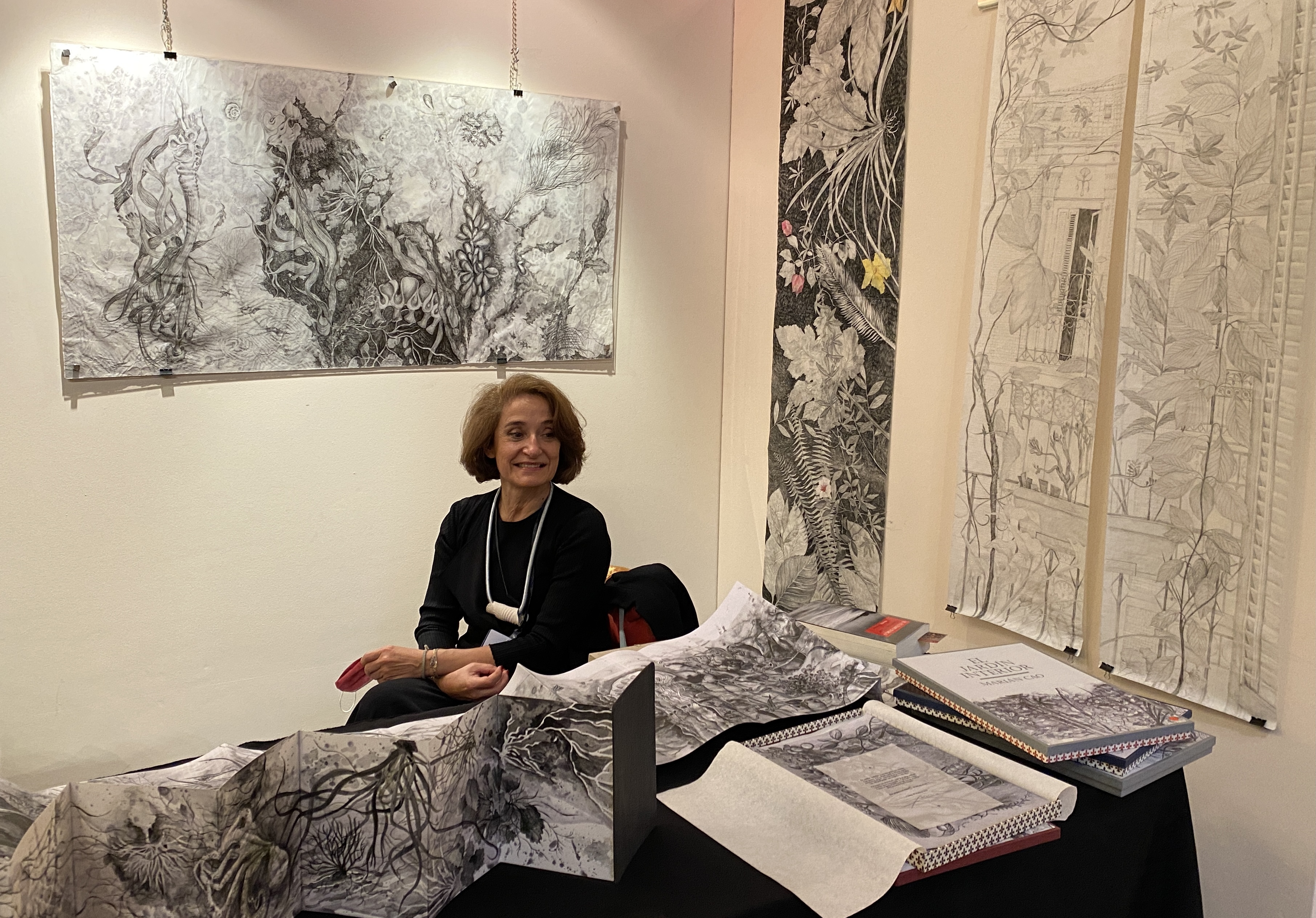
Marian Cao en la Feria Librarte 2021, presentando sus libros de artista.

Ha sido coordinadora del European project Divercity, un proyecto europeo creado por la Universidad Complutense de Madrid en colaboración con otras instituciones como el Museo Thyssen e Intermediae, sobre museos, ciudad y diversidad. Ha sido la creadora de la aplicación móvil Madrid ciudad de las mujeres, por cuyo trabajo obtuvo el primer premio de transferencia del conocimiento en Humanidades y Ciencias Sociales 2017.
Ha participado como IP local en el European Project ARIADNE art for intercultural adaptation in new enviroments, así como en el proyecto Europeo Strategic Partnership 2020 POWER Who needs empowerment? Exploring Gender and Power through/in Art, (2020-2023) y en el Proyecto Las mujeres cambian los museos, una red iberoamericana con la Universidad de Buenos Aires y la Universidad de São Paulo.
Su grupo de investigación de la Universidad Complutense de Madrid ha firmado convenios con distintos organismos e Instituciones en la ayuda a grupos vulnerables a través del grupo de arteterapia y la mediación cultural.
Marian Cao es impulsora del proyecto Museos y género creado en 2009 entre el Instituto de Investigaciones Feministas de la Universidad Complutense de Madrid, el Ministerio de Cultura español y la asociación e-Mujeres que ha generado Museos en Femenino centrado en los Museo del Prado, Museo Nacional Centro de Arte Reina Sofía, Museo Arqueológico Nacional y Museo del Traje. Es una herramienta de divulgación y docencia mediante itinerarios que analizan el arte desde perspectiva de género.
Ha sido la autora del Contexto y Fundamentos teóricos del Autodiagnóstico MAV para la igualdad en museos y centros de arte, publicado por la Asociación MAV (Mujeres en las Artes Visuales) en noviembre de 2020.

### Publicaciones
Ha publicado obras relacionadas con arte, inclusión, terapia y feminismo. Es la directora de la colección de 21 guías para Educación Primaria "Posibilidades de ser a través del arte", de la Editorial Eneida, que recibió en 2010, el Premio Rosa Regás a material educativo con valor coeducativo.
Es la directora de la revista Arteterapia, Papeles de Arteterapia y educación Artística para la Inclusión Social (Servicio de Publicaciones de la Universidad Complutense de Madrid) que divulga las posibilidades del arte como vía de bienestar psicosocial.

### Obras
- LÓPEZ FDZ CAO, M. (2020) Arte, memoria y trauma: Aletheia, dar forma al dolor. Volumen II Intervenciones desde la terapia, imágenes de la herida. Madrid: Fundamentos. ISBN: 9788424513870
- LÓPEZ FDZ CAO, M. y FERNÁNDEZ VALENCIA, A. (2019) Museos en femenino: Un proyecto sobre igualdad, empoderamiento femenino y educación Storia delle Donne, 14 (2018), DOI: 10.13128/SDD-25661 - CC BY 4.0 IT, 2018, Firenze University Press, pp. 103-124.[43]
- LÓPEZ FDZ CAO, M.(2019)  El arte abre ventanas. Re-construirnos a través del arte.Repensar la masculinidad. Madrid: Ed. Eneida, 2019 978-84-17726-07-2
- LÓPEZ FDZ CAO, M.(2018)  Aletheia, dar forma al dolor Volumen I: Sobre procesos, arte y memoria. Madrid, Fundamentos. ISBN: 978-84-245-1372-6
- Para qué el arte: reflexiones en torno al arte y su educación en tiempos de crisis. Marián López Fernández Cao. (Madrid) Fundamentos, 2015. ISBN 978-84-245-1288-0.
- Mulier me fecit: hacia un análisis feminista del arte y su educación. Marián López Fernández Cao. (Madrid) Horas y Horas, D.L. 2011. ISBN 978-84-96004-42-9.
- Memoria, ausencia e identidad: el arte como terapia. Marián López Fernández Cao. (Madrid) Eneida, 2011. ISBN 978-84-92491-82-7.
- Käthe Kollwitz: (1867-1945) Marián López Fernández Cao. Ediciones del Orto,1997. ISBN 84-7923-175-0.
- Arteterapia. Marián López Fdz. Cao, Martínez Díez, N. Ediciones tutor, 2006 ISBN 9788479025557.

### Colaboraciones en obras colectivas
- Arte, intervención y acción social: la creatividad transformadora. Coord. por Ana Carnacea Cruz, Ana Lozano Cámbara, 2013, ISBN 978-84-937730-2-1.
- De la función estética y pedagógica a la función social y terapéutica (arteterapia). Págs. 69-95. Marián López Fdz. Cao.
- Cómo hacer una sopa con piedras: el arte como herramienta de intervención y mediación social. Construyendo sociedades más creativas. Págs. 97-127. Marián López Fdz. Cao.
- Sociología y género. Coord. por Capitolina Díaz Martínez, Sandra Dema Moreno, 2013. ISBN 978-84-309-5810-8.
- El mundo del arte, la industria cultural y la publicidad desde la perspectiva de género. Págs.271-300. Marián López Fdz. Cao.
- Infancia, mercado y educación artística. Coord. por Ricardo Marín Viadel, 2011, ISBN 978-84-9700-658-3.
- Niños de cine: Apuntes sobre las películas dirigidas a la infancia tardía. Págs. 89-108. Marián López Fdz. Cao.
- Género y paz. Coord. por María Elena Díez Jorge, Margarita Sánchez Romero, 2010, ISBN 978-84-9888-264-3.
- De la creación de las mujeres. Apuntes sobre paz, feminismo y creación. Págs.151-158. Marián López Fdz. Cao.[44]

## Otros proyectos
Ha desarrollado proyectos sobre arte y feminismo, arteterapia y arte e intervención social. Además, ha coordinado y realizado talleres con migrantes y personas en riesgo de exclusión social. Ha compartido la coordinación de talleres de inclusión con la investigadora Noemí Martínez y varios talleres sobre feminismo con la artista Marisa González programados por MAV (Mujeres en las Artes Visuales).